# کازوگامایسین
کازوگامایسین (به انگلیسی: Kasugamycin) یک ترکیب شیمیایی با شناسه پاب‌کم ۶۵۱۷۴ است.